# 阿尔塔斯图娜
阿尔塔斯图娜是阿契美尼德王朝國王居鲁士二世的女儿。阿尔塔斯图娜與妹妹阿托撒和侄女帕爾米達同嫁给了大流士一世。將居鲁士的女兒嫁給大流士被认为是为了增加自己皇位的合法性。
阿尔塔斯图娜和大流士至少有2个儿子，阿賽梅斯（Arsames）和戈布里斯（Gobryas），以及一个女儿阿塔佐斯特裡（Artazostre）。根据希罗多德的记载，阿尔塔斯图娜是大流士最宠爱的妻子。波斯波利斯的档案（Persepolis Fortification Tablets）也提到她。

### 引注
1. ↑  Smith 1849，第368頁.
2. ↑  Schmitt 1987，第665頁.
3. ↑  Schmitt 1987.
4. ↑  Brosius 1998，第60-62頁.

### 一手資料
- 希羅多德, 3.88.2 分頁; 7.69.2; 7.72.2. （古希腊文）
- 波斯波利斯的檔案 （英文）

### 來源
- Brosius, M. . 1998 （英语）.
- Smith, W. . . 1849 （英语）.[永久]
- Lendering, J. . 2007 [1999]  [2017-08-19]. （原始内容存档于2013-05-24） （英语）.
- Schmitt, R. E. Yarshater , 编.  II. 1987 （英语）. |chapter=被忽略 (帮助)